# Rhynchonema deconincki
Rhynchonema deconincki är en rundmaskart. Rhynchonema deconincki ingår i släktet Rhynchonema och familjen Monhysteridae. Inga underarter finns listade i Catalogue of Life.